# Die Reise nach Eden
Die Reise nach Eden (Originaltitel: The Way to Eden) ist die 20. Episode der dritten Staffel der Science-Fiction-Fernsehserie Raumschiff Enterprise. Sie wurde in englischer Sprache erstmals am 21. Februar 1969 bei NBC ausgestrahlt. In Deutschland war sie zum ersten Mal am 30. Mai 1988 in einer synchronisierten Fassung bei Sat.1 zu sehen, nachdem das ZDF sie bei der deutschen Erstausstrahlung der Serie in den Jahren 1972 bis 1974 übergangen hatte.

## Handlung
Im Jahr 2269 bei Sternzeit 5832.3 trifft die Enterprise auf den gestohlenen Kreuzer Aurora. Die Aurora versucht zu fliehen. Dabei überhitzen die Triebwerke und das Schiff explodiert. Chefingenieur Scott gelingt es noch, die Besatzung an Bord der Enterprise zu beamen. Es handelt sich um eine Gruppe von sechs Weltraum-Hippies. Einer von ihnen ist Tongo Rad, der Sohn des catullanischen Botschafters. Aufgrund seiner Anwesenheit kann Captain Kirk die Gruppe nicht einfach in Arrest nehmen, sondern muss sie bis zur Ankunft auf der nächsten Sternenbasis als Gäste behandeln. Ein weiteres Mitglied der Gruppe ist Irina Galliulin, eine frühere Freundin von Navigator Chekov. Ihr Anführer ist Doktor Sevrin. Die Gruppe lehnt die bestehende Gesellschaftsordnung ab und verlangt von Kirk, zum Planeten Eden gebracht zu werden. Kirk kann ihn diesen Wunsch nicht erfüllen, denn seiner Meinung nach ist Eden ein Mythos.
Chekovs Wiedersehen mit Irina wird unterbrochen, als Schiffsarzt McCoy feststellt, dass Sevrin ein tödliches Bakterium in sich trägt. Zur Sicherheit der Besatzung muss er isoliert werden, wogegen seine Anhänger heftig protestieren. Im Zwiegespräch mit dem ersten Offizier Spock gesteht Sevrin, dass er von seiner Infektion weiß. Sie ist eine Folge der modernen Lebensweise und Sevrin ist überzeugt, dass nur eine primitive Welt wie Eden eine Heilung garantieren könne. Spock hält ihn für geisteskrank.
Sevrins Anhänger versuchen indes, einige Besatzungsmitglieder der Enterprise von ihrer Sache zu überzeugen, insbesondere Chekov, Spock und Steuermann Sulu. Der Musiker Adam ist begeistert von Spocks Harfenspiel und will ein gemeinsames Konzert veranstalten. Irina lässt sich von Chekov den Ersatzkontrollraum zeigen. Als dann das Konzert stattfindet, schleicht sich Tongo Rad an Sevrins Zelle heran, überwältigt die Wache und befreit seinen Meister. Sie begeben sich in den Ersatzkontrollraum und als auch der Rest der Gruppe eintrifft, schließen sie sich dort ein und übernehmen die Kontrolle über die Schiffssysteme. Auf der Brücke bemerkt Sulu, dass der Kurs geändert wurde und nun in feindliches romulanisches Gebiet führt. Als die Besatzung gewaltsam versucht, in den Ersatzkontrollraum einzudringen, setzt Sevrin sie mit Ultraschallwellen außer Gefecht.
Als der Ultraschall schließlich abgestellt werden kann, haben Sevrin und seine Leute bereits ein Shuttle entwendet und die Enterprise verlassen. Der neue Kurs hat die Enterprise zu einem Planeten geführt, den Sevrin offenbar für Eden hält. Ein Außenteam bestehend aus Kirk, Spock, McCoy und Chekov beamt auf die Oberfläche, in die Nähe des gestohlenen Shuttles. Tatsächlich wirkt die Umgebung auf den ersten Blick paradiesisch. Als Chekov jedoch eine Pflanze berührt, zieht er sich eine schwere Wunde zu und McCoy stellt fest, dass alle Pflanzen aggressive Säure enthalten. Wenig später entdeckt das Team den toten Adam, der sich durch den Biss in eine Frucht vergiftet hat. Schließlich finden sie das Shuttle, in das sich die Überlebenden zurückgezogen haben. Da sie barfüßig sind, haben sich alle Wunden an ihren Füßen zugezogen, als sie übers Gras liefen. Kirk will sie wieder auf die Enterprise holen, aber Sevrin weigert sich. Er läuft zu einem Baum, beißt in eine giftige Frucht und stirbt.
Die anderen lassen sich überzeugen und die Enterprise kehrt mit ihnen zurück in den Raum der Föderation. Als sie schließlich die Sternenbasis erreichen, verabschiedet sich Irina von Chekov und Spock ermutigt sie, ihre Suche nach dem wahren Eden fortzusetzen.

## Verbindungen zu anderen Star-Trek-Produktionen
Pavel Chekovs Vatersname Andreievich wird in dieser Folge zum ersten Mal genannt.
Einige Elemente aus dieser Folge wurden in späteren Star-Trek-Produktionen wieder aufgegriffen:
- Doktor Sevrin ist ein Tiburonianer. Er ist der erste Vertreter seines Volks, der in Star Trek zu sehen ist. Weitere Tiburonianer traten später in der Folge Seit es Menschen gibt von Raumschiff Enterprise und in Folge 5.09 (Das Schiff) von Star Trek: Deep Space Nine aus dem Jahr 1996 auf.
- Der Film Star Trek V: Am Rande des Universums von 1989 erzählt eine ähnliche Geschichte. Auch hier schart ein Fanatiker (in diesem Fall Spocks Halbbruder Sybok) Anhänger um sich, kapert die Enterprise  und begibt sich auf die Suche nach einem Planeten, der von einigen für Eden gehalten wird.
- In der Pilotfolge Leuchtfeuer der Serie Star Trek: Discovery von 2017 trägt eines der Bücher von Captain Georgiou den Titel The Way to Eden.

## Produktion

### Drehbuch
D. C. Fontanas ursprünglicher Drehbuchentwurf mit dem Arbeitstitel Joanna sah vor, dass eine von Doktor Sevrins Begleiterinnen McCoys entfremdete Tochter Joanna ist, die sich in Kirk verlieben sollte. Die Figur wurde letztlich zu Irina Galliulin geändert, die eine Freundin von Chekov ist. Fontana war mit der starken Umarbeitung ihrer ursprünglichen Geschichte durch Arthur Heinemann und vor allem mit der verpassten Chance, McCoy eine Hintergrundgeschichte zu geben, sehr unzufrieden. Sie ließ sich in den Credits der Folge daher nur unter ihrem Pseudonym Michael Richards nennen. Ein Auftritt von Joanna McCoy war auch für eine Folge der nicht mehr produzierten vierten Staffel von Raumschiff Enterprise geplant. Dass McCoy eine Tochter hat, wurde schließlich erst durch eine Erwähnung Joannas in Folge 1.06 (Der Überlebende) der animierten Serie Die Enterprise aus dem Jahr 1973 kanonisch. Im Film Star Trek von 2009 wurde McCoys gescheiterte Ehe, die in Fontanas Entwurf angedeutet wird, wieder aufgegriffen und als Grund für seinen Entschluss, der Sternenflotte beizutreten, angegeben.
Kirk und Spock werden in dieser Folge von Sevrins Anhängern mehrmals in abfälliger Weise „Herbert“ genannt. Gemäß Spocks Erklärung soll Herbert ein kleiner Beamter gewesen sein, der für seine Unnachgiebigkeit und sein beschränktes Denkvermögen berüchtigt war. Der Name „Herbert“ wurde auf Bitten des Produzenten Douglas S. Cramer ins Drehbuch eingefügt. Es ist nicht ganz klar, auf wen Cramer damit anspielte. Möglicherweise meinte er damit seinen Vorgänger Herbert F. Solow oder den früheren US-Präsidenten Herbert Hoover.

### Darsteller
Skip Homeier, Darsteller von Dr. Sevrin, spielte auch Melakon in der Folge Schablonen der Gewalt.
Charles Napier, Darsteller von Adam, spielte 1995 auch General Denning in Folge 4.08 Kleine grüne Männchen der Serie Star Trek: Deep Space Nine.
Victor Brandt, Darsteller von Tongo Rad, spielte auch Watson in der Folge Planeten-Killer.
Lieutenant Palmer (Elizabeth Rogers) hat auch in der Folge Planeten-Killer einen Auftritt.
Phyllis Douglas, Darstellerin von Mavig, spielte auch Yeoman Mears in der Folge Notlandung auf Galileo 7.

### Musik
Charles Napier und Deborah Downey haben einige der Lieder, die sie in dieser Folge singen, mitgeschrieben. Downey veröffentlichte später eine Version von Headin' Out to Eden auf ihrem Album Painting Pictures (hier unter dem Titel Heading Into Eden).
Für Spocks Harfenspiel wurde ein Musikstück aus der Folge Der Fall Charly wiederverwendet.

### Requisiten und Effekte
Für die gestohlene Aurora wurde in der Originalversion der Folge das Modell eines Tholianer-Schiffs aus der Folge Das Spinnennetz wiederverwendet. Für die Remastered Version wurde ein völlig neues Schiff entworfen.

## Adaptionen
James Blish schrieb eine Textfassung von Die Reise nach Eden, die auf Englisch erstmals 1972 in der Geschichtensammlung Star Trek 5 erschien. Die deutsche Übersetzung erschien 1972.

## Rezeption
Die Reise nach Eden gilt unter Fans und Kritikern gleichermaßen als eine der schlechtesten Raumschiff-Enterprise-Folgen. Mit 5,5 von 10 möglichen Punkten (Stand 2018) ist es nach Kurs auf Marcus 12 die in der Internet Movie Database am zweitschlechtesten bewertete Folge der Serie.
Don Kaye erstellte 2017 für die Website Den of Geek eine Liste von 15 Raumschiff-Enterprise-Folgen, die zwar allgemein als schlecht gelten, aber dennoch einen gewissen Charme besitzen. Die Reise nach Eden führte er hierbei auf Platz 1.
Joseph Walter führte Die Reise nach Eden 2018 auf screenrant.com in einer Liste der 10 schlechtesten Star-Trek-Folgen auf Platz 6.
Michael Weyer erstellte 2019 für die Website cbr.com eine Liste der 20 lustigsten Star-Trek-Folgen. Die Reise nach Eden landete hierbei auf Platz 20.
Kayleena Pierce-Bohen erstellte 2019 für screenrant.com auf der Grundlage von IMDb-Bewertungen eine Liste der zehn schlechtesten Star-Trek-Folgen. Die Reise nach Eden landete dabei auf Platz 9.
Michael Kmet führte Die Reise nach Eden 2019 auf whatsculture.com in einer Liste der 20 schlechtesten Star-Trek-Folgen auf Platz 1.
John Miller erstellte 2022 für screenrant.com eine Liste der zehn schlechtesten Star-Trek-Folgen auf der Grundlage von Reddit-Diskussionen. Die Reise nach Eden landete dabei auf Platz 9.
Christian Blauvelt listete Die Reise nach Eden 2022 auf hollywood.com in einem Ranking aller 79 Raumschiff-Enterprise-Folgen auf Platz 75.

## Parodien und Anspielungen
Es gibt zahlreiche Anspielungen auf Die Reise nach Eden in Film, Fernsehen und Musik.
In Folge 5.13 (Manhunt in Space) von Mystery Science Theater 3000 aus dem Jahr 1992 wird das Lied Headin' Out to Eden aus dieser Folge gesungen.
Der Name des Debütalbums Even The Grass Is Full Of Acid  der Band Alice's Orb ist von McCoys Aussage „All this plant life is full of acid, even the grass“ abgeleitet.
Die US-amerikanische Heavy-Metal-Band White Zombie mischte 1992 Dialoge aus dieser Folge in ihren Song Starface.
Im Film Free Enterprise von 1998 wird ein Lied aus dieser Folge gesungen.
Die britische Psychedelic-Rock-Band Gaye Bykers on Acid veröffentlichte auf ihrem 2001 erschienenen Album Everything's Groovy unter dem Titel Golf Trek eine Coverversion des Liedes Long time back when the galaxy was new aus dieser Folge.
Der schwedische Musiker Trinodia mischte 2010 Dialoge aus dieser Folge in seinen Track One.
In der Doppelfolge 1.23–24 (Henry & das böse Mädchen) der Serie Henry Danger von 2015 wird in Anspielung an Die Reise nach Eden mehrfach der Name „Herbert“ als Beleidigung benutzt.